# Grobnice dinastije Ming
Grobnice dinastije Ming (znane tudi kot Trinajst grobnic dinastije Ming, kitajsko: 明十三陵; pinjin: Míng Shísān Líng; dob.: 'Trinajst grobnic dinastije Ming') so zbirka mavzolejev, ki so jih zgradili cesarji kitajske dinastije Ming. Grobnica prvega cesarja Ming je v bližini njegove prestolnice Nanking, vendar je večina grobnic bližje Pekinga. So v primestnem okrožju Čangping občine Peking, 42 kilometrov severozahodno od središča mesta. Kraj na južnem pobočju gore Tjanšou (prvotno gora Huangtu) je na podlagi načel feng šuja izbral tretji cesar dinastije Ming, cesar Jongle. Po izgradnji cesarske palače oz. Prepovedanega mesta leta 1420 je cesar Jongle izbral svoje grobišče in tam ustvaril svoj mavzolej. Naslednji cesarji so svoje grobnice postavljali v isto dolino.
Od cesarja Jongleja naprej je bilo na istem območju pokopanih trinajst cesarjev dinastije Ming. Mavzolej Šjaoling prvega cesarja Ming, cesarja Hongvuja, sta v bližini njegove prestolnice Nanking; drugega cesarja, cesarja Džianvena, je strmoglavil cesar Jongle in je brez znane grobnice. Tudi 'začasni' cesar, cesar Džingtaj, ni bil pokopan tukaj, saj mu je cesar Tjanšun odrekel cesarski pokop; namesto tega je bil cesar Džingtai pokopan zahodno od Pekinga. Zadnji cesar, pokopan na tem mestu, je bil Čongdžen, zadnji iz svoje dinastije, ki je 25. aprila 1644 storil samomor z obešenjem. Pokopan je bil v grobnici svoje priležnice Tian, ki jo je cesar Siling pozneje razglasil za cesarski mavzolej Siling. 
V času dinastije Ming grobnice niso bile dostopne navadnim prebivalcem. Leta 1644 je vojska Li Zičenga preiskala in zažgala številne grobnice, preden je aprila istega leta napredovala v Peking in ga zavzela.
Leta 1725 je cesar Jongženg podelil dedni naslov markiza potomcu cesarske družine Ming, Žuju Žilijangu, ki je prejemal plačo od vlade dinastije Čing in njegova dolžnost je bila izvajanje obredov v grobnicah dinastije Ming. Leta 1750 ga je cesar Kianlong posthumno povišal v markiza razširjene milosti, naslov pa se je prenašal skozi dvanajst generacij potomcev Ming do konca dinastije Čing.
Trenutno so grobnice Ming del svetovne dediščine cesarskih grobnic dinastij Ming in Čing, ki vključuje tudi številne druge lokacije v bližini Pekinga in v Nanjingu, Hebeju, Hubeju in provinci Liaoning.

## Postavitev
Lokacija cesarskih grobnic dinastije Ming je bila skrbno izbrana v skladu z načeli feng šuj (geomantija). Po teh je treba odvrniti slabe duhove in zle vetrove, ki prihajajo s severa; zato je bilo izbrano območje doline v obliki loka ob vznožju gorovja Džundu, severno od Pekinga. To 40 km² veliko območje – obdano z gorami v neokrnjeni, tihi dolini, polni temne zemlje, mirne vode in drugih potrebščin po feng šuju – bi postalo nekropola dinastije Ming.
7-kilometrska cesta, imenovana Cesta duhov (pinjin: Shéndào) ali Sveta pot, vodi v kompleks, obdan s kipi živali skrbnikov in uradnikov, s sprednjimi vrati, sestavljenimi iz treh lokov, pobarvanih rdeče in imenovanih Velika rdeča vrata. Cesta duhov ali Sveta pot se začne z ogromnim kamnitim spominskim obokom, ki leži na sprednji strani območja. Ta obok, zgrajen leta 1540, je danes eden največjih kamnitih obokov na Kitajskem.
V nadaljevanju je mogoče videti paviljon Šengong Šengde stele; v notranjosti je 50-tonski kamniti kip Bišija (lik iz kitajske mitologije, eden od devetih sinov zmajevega kralja), ki nosi spominsko ploščo. Štirje beli marmorni Huabiao (stebri slave - vrsta obrednega stebra, ki se uporablja v tradicionalni kitajski arhitekturi) so nameščeni na vsakem vogalu paviljona Stele. Na vrhu vsakega stebra je mitična zver. Vsako stran ceste obdajata dva stebra, katerih površine so izrezljane v obliki oblaka, vrhovi pa so oblikovani kot zaobljeni valj. So tradicionalne oblike in so bili prvotno svetilniki za vodenje duše pokojnika. Cesta vodi do 18 parov kamnitih kipov mitskih živali, ki so vsi izklesani iz celih kamnov in večji od naravne velikosti, kar vodi do treh obokanih vrat, znanih kot Zmajeva in Feniksova vrata.
Trenutno so samo tri grobnice odprte za javnost. Od leta 1989 ni bilo izkopavanj, so pa krožili načrti za nove arheološke raziskave in nadaljnje odpiranje grobnic. Vidite jih lahko na Google Earth: Čangling, največji (40°18′5.16″N 116°14′35.45″E / 40.3014333°N 116.2431806°E); Dingling, katerega podzemna palača je bila izkopana (40°17′42.43″N 116°12′58.53″E / 40.2951194°N 116.2162583°E); in Džaoling.
Grobnice Ming so bile avgusta 2003 uvrščene na Unescov seznam svetovne dediščine. Uvrščene so bile skupaj z drugimi grobnicami pod oznako Cesarske grobnice dinastij Ming in Čing.
- Pregled mavzoleja Čangling
- Duhovna pot pelje skozi cesarjev paviljon
- Kip na območju grobnic Ming
- Kipi čuvaja grobnice bojevnika in uradnika, obdobje Ming

## Seznam cesarskih grobnic
Cesarske grobnice so v kronološkem vrstnem redu z navedbo pokopanega posameznika:
| Ime       | kitajsko/pinjin                                              | Cesar         | Cesarica in cesarska konkubina                                             | Datum | Slika | Koordinate                                                |
| --------- | ------------------------------------------------------------ | ------------- | -------------------------------------------------------------------------- | ----- | ----- | --------------------------------------------------------- |
| Čangling  | kitajsko: 長陵; pinjin: Cháng Líng                           | Jongle        | cesarica Renšjaoven                                                        | 1424  |       | 40°18′5.16″N 116°14′35.45″E / 40.3014333°N 116.2431806°E  |
| Šjanling  | kitajsko: 獻陵; pinjin: Xiàn Líng                            | Hongši        |                                                                            | 1425  |       | 40°18′18.12″N 116°14′15.61″E / 40.3050333°N 116.2376694°E |
| Džingling | kitajsko: 景陵; pinjin: Jǐng Líng; dob.: 'Scenic Tomb'       | Šuande        | cesarica Šjaogongdžang]]                                                   | 1435  |       | 40°17′54.14″N 116°15′08.52″E / 40.2983722°N 116.2523667°E |
| Juling    | kitajsko: 裕陵; pinjin: Yù Líng                              | Jingzong Ming | cesarica Šjaodžuangrui cesarica Šjaosu                                     | 1449  |       | 40°18′49.33″N 116°13′55.56″E / 40.3137028°N 116.2321000°E |
| Maoling   | kitajsko: 茂陵; pinjin: Mào Líng                             | Čenghua       | cesarica Šjaomu cesarica Šjaodženčun]] cesarica Šjaohui                    | 1487  |       | 40°18′51.60″N 116°13′36.17″E / 40.3143333°N 116.2267139°E |
| Tailing   | kitajsko: 泰陵; pinjin: Tài Líng                             | Hongdži       | cesarica Džang (Hongdži)                                                   | 1505  |       | 40°19′23.33″N 116°12′59.90″E / 40.3231472°N 116.2166389°E |
| Kangling  | kitajsko: 康陵; pinjin: Kāng Líng                            | Džengde       | cesarica Šja (Ming)                                                        | 1521  |       | 40°19′10.03″N 116°12′13.40″E / 40.3194528°N 116.2037222°E |
| Jongling  | kitajsko: 永陵; pinjin: Yǒng Líng                            | Džjadžing     | cesarica Čen cesarica Fang cesarica Šjaoke                                 | 1566  |       | 40°17′18.09″N 116°15′06.05″E / 40.2883583°N 116.2516806°E |
| Džaoling  | (kitajsko: 昭陵; pinjin: Zhāo Líng                           | Longčing      | cesarica Šjaojidžuang cesarica Čen cesarica Dovager Šjaoding               | 1572  |       | 40°17′28.76″N 116°12′38.55″E / 40.2913222°N 116.2107083°E |
| Čingling  | kitajsko: 慶陵; pinjin: Qìng Líng                            | Taičang       | cesarica Šjaojuandžen cesarica Dovager Šjaohevang cesarica Dovager Šjaočun | 1620  |       | 40°18′29.43″N 116°14′01.32″E / 40.3081750°N 116.2337000°E |
| Dingling  | kitajsko: 定陵; pinjin: Dìng Líng; dob.: 'Tomb of Stability' | Vanli         | cesarica Šjaoduanšjan cesarica Dovager Šjaodžing                           | 1620  |       | 40°17′42.43″N 116°12′58.53″E / 40.2951194°N 116.2162583°E |
| Deling    | kitajsko: 德陵; pinjin: Dé Líng                              | Tianči        | cesarica Džang Baodžu                                                      | 1627  |       | 40°17′15.01″N 116°15′35.91″E / 40.2875028°N 116.2599750°E |
| Siling    | kitajsko: 思陵; pinjin: Sī Líng                              | Čongdžen      | cesarica Džou plemenita soproga Tian                                       | 1644  |       | 40°16′08.69″N 116°11′32.64″E / 40.2690806°N 116.1924000°E |

Cesarji Ming, ki niso pokopani v eni od trinajstih grobnic, so: cesar Hongvu, Džu Biao, cesar Kang, cesar Džianwen, cesar Džingtai in Džu Joujuan, cesar Šjan.